# Хосе Марія Перес де Урдінінеа
Хосе Марія Перес де Урдінінеа (ісп. José María Pérez de Urdininea) — болівійський державний та політичний діяч, президент Болівії (1828). Незважаючи на те, що він був президентом лише упродовж трьох місяців, Перес надалі займав високі пости в уряді.

## Біографія
Хосе Марія Перес де Урдінінеа народився на фермі Анкіома (ісп. Anquioma) 31 жовтня 1784 року. Навчався в семінарії в Ла-Пасі й Кочабамбі. Вступив до лав армії 1809 року, під час придушення повстання Революції Чукісака.
Після поранення був доставлений до Аргентини, де приєднався до Північної армії під командуванням Мануеля Бельграно. Брав участь у боях під Тукуманом і Сальтою, а також у Верхньому Перу.